# Eberhard Heß
Eberhard Wilhelm Karl Otto Heß (* 18. Februar 1903 in Northeim; † 1945 bei Küstrin) war ein deutscher Jurist und Landrat des Landkreises Hünfeld.

## Leben
Eberhard Heß wurde als Sohn des Landesbaurats Emil Heß und dessen Ehefrau Elisabeth Simonis geboren. Seine Kindheit verbrachte er in Northeim und wechselte als 11-Jähriger zum Gymnasium Andreanum in Hildesheim, wo er 1920 das Abitur machte. Er war zunächst Landbau-Eleve, bevor er 1922 mit dem Studium der Rechtswissenschaften an der Georg-August-Universität Göttingen und der Ludwig-Maximilians-Universität München begann. Unterbrochen durch einen zweimonatigen freiwilligen Militärdienst, legte er am 20. Februar 1926 die erste juristische Staatsprüfung am Oberlandesgericht Celle ab und war im Dezember 1926 Referendar bei der Bezirksregierung Breslau. Nach dem Assessorexamen in Berlin erhielt er beim Landratsamt Breslau eine Anstellung als Regierungsassessor und wechselte 1931 in gleicher Funktion zum Landratsamt Wesermünde und zum Staatspolizeiamt bei der Bezirksregierung Stade.
Zum 1. Mai 1933 trat er der NSDAP bei (Mitgliedsnummer 2.572.222). Er kehrte in den Kreis Wesermünde zurück und wurde im Oktober 1933 Amtsleiter für Kommunalpolitik bei der dortigen NSDAP-Kreisleitung. Zwei Jahre später übernahm er die Funktion des Ausbildungsleiters bei der Bezirksregierung Kassel, wo er zum Regierungsrat befördert wurde.
Am 28. Dezember 1936 wurde er zunächst mit der vertretungsweisen, im Mai 1937 mit der kommissarischen Verwaltung des Landratsamtes Hünfeld beauftragt und zum 1. August 1937 zum Landrat des Kreises bestellt. Dieses Amt füllte er bis 1945 aus. Zum 1. Juli 1940 wurde er zur Wehrmacht einberufen und verlor im Kampf um Küstrin sein Leben.